# Trotula Corona
Trotula Corona est une corona, formation géologique en forme de couronne, située sur la planète Vénus par 41,3° N et 18,9° E. Elle est localisée dans le quadrangle de Bereghinya Planitia. Elle a été nommée en référence à Trotula, femme médecin et chirurgien au Moyen Âge (1097), antérieurement nommée Trotula Patera. 

## Géographie et géologie
Trotula Corona couvre une surface circulaire d'environ 146 km de diamètre. 